# Prunus geniculata
Prunus geniculata là một loài quý hiếm thuộc chi Mận mơ, còn có tên gọi là mận bụi rậm. Đây là loài đặc hữu của hồ Wales Ridge thuộc bang Florida, Hoa Kỳ. Môi trường sống của nó đang bị đe dọa và được liệt vào danh sách các loài có nguy cơ tuyệt chủng ở Hoa Kỳ.

## Mô tả
Prunus geniculata là một cây bụi thấp, thân có mấu, có thể cao từ 1 - 2 mét do cành nhánh dày đặc của loài này. Các cành ngoằn ngoèo, góc cạnh, đầy gai nhọn nằm trong cát và thường phủ trong địa y. Vỏ cây ngoài màu xám, dễ nứt, để lộ rõ một lớp vỏ đỏ nâu bên dưới. Các lá được sắp xếp xen kẽ, 2 mặt lá đều mướt, không lông, dài 1 – 3 cm, có răng cưa. Hoa đơn độc, lưỡng tính, thường mọc trước lá. Lá đài của chúng màu đỏ, trong khi 5 cánh hoa màu trắng muốt dài gần 1 cm. Nhị hoa màu vàng, rất nhiều ở trung tâm. Quả hình trứng, vị đắng, dài 2,5 cm, màu đỏ tím và được ưa thích bởi động vật.
P. geniculata chỉ phát triển trong những vùng cát vàng và cát trắng của Florida. Chúng hay mọc dưới tán của các loài họ thông và sồi trong khu vực. Cây có thể mọc đơn độc hoặc thành cụm.
P. geniculata không chịu được bóng râm và ưa nắng. Sau những trận cháy rừng tự nhiên, chúng phát triển rất nhanh và mạnh mẽ. Hoa cũng nhanh chóng mọc sau những cơn lửa. Tuy nhiên, nó có thể tồn tại trong nhiều năm mà không cần có lửa; nhưng nếu lâu hơn, chúng sẽ chết.

## Bị đe dọa
Các khu dân cư và nông nghiệp xung quanh đã gây ảnh hưởng nghiêm trọng đến môi trường sống của loài này, cộng thêm bản năng sinh học góp phần làm P. geniculata trở nên quý hiếm: Trái của chúng thường rụng hoặc hư hỏng trước khi chín, tỉ lệ hạt nảy mầm thấp khiến loài này sinh sản rất ít.